# Батановци
Ба́тановци (Темелково от 1950 до 1991 г.) е град в Западна България, област Перник, община Перник. По данни на ГРАО към 15 септември 2023 г. в града живеят 2074 души по настоящ адрес и 2122 души по постоянен адрес.

## География
Разположен е в непосредствена близост до международен път Е871 в участъка между градовете Перник и Радомир.
В землището на град Батановци се намира и село Черна гора, което няма собствено землище.

## История
При града са открити останки от късноантичен комплекс, може би с производствени функции, включващ и две еднокорабни църкви от IV век.
Между 1950 и 1991 година Батановци носи името Темелково в чест на комунистическия деец Темелко Ненков. Според местна легенда названието Батановци произхожда от името на Батан войвода, живял по време на османската власт. Според историка от началото на ХХ век Васил Миков произходът на името е по-скоро кумански, като подобни топоними са Батън, Ловешко и Батен до Перущица.

## Религии
Православно християнство

## Икономика
Батановци има железопътна гара на жп линиите София – Перник – Радомир – Кюстендил или Дупница, сред първите по линията София – Кулата. Тя е построена и за обслужване на „Гранитоид“ – първия циментов завод в България.
Преди 1989 г. заводът се казва „Васил Коларов“. Днес е закрит и напълно разрушен. В града функционира предприятие за месни продукти.

## Обществени институции
- Кметство
- Народно читалище „Просвета“
- Основно училище „Христо Ботев“
- Детска градина

## Култура
Фолклорната група „Батановче“ е създадена през 1989 г., когато на Бъдни вечер за първи път изпява „Чу се оро“.

## Галерия
- Православен храм в Батановци
- Паметник пред Читалището
- Производствен комплекс

## Забележителности
- Батановски манастир „Вознесение Господне“
- Тунелите в Голо Бърдо - Батановци

## Редовни събития
- Спасовден – Ден на град Батановци

## Личности
Починали в Батановци
- Асен Даскалов (1899 – 1925), български революционер                     • Цветомир Димитров 2007г Футболист